# Stephen Appiah
Stephen Appiah (Acra, 24 de diciembre de 1980) es un exfutbolista ghanés. Jugaba de volante y su último equipo fue el Fudbalski Klub Vojvodina de la Superliga Serbia. Fue internacional con la Selección de fútbol de Ghana, donde jugó 69 partidos internacionales y anotó 16 goles.

## Trayectoria
Considerado uno de los jugadores con mayor técnica en la historia de su país, Stephen Appiah debutó en el Hearts of Oak de su país natal, Ghana a la edad de 15 años, sin embargo, se tuvo que mudar a Italia con su familia, a los 17 años de edad. Se fue al Udinese, aunque no alcanzó la titularidad hasta los 19 años.
Sus grandes actuaciones lo llevaron al AC Parma, donde vivió grandes años, pero por problemas con la directiva se tuvo que ir al Brescia Calcio, donde volvió a brillar, por lo que se fue al Juventus, donde estuvo un año y ganó el scudetto en 2005. Un año después de fue a la Superliga de Turquía, con el Fenerbahçe y ganó el título de liga en 2007, por lo que pudo disputar la liga de campeones. Al año siguiente, fichó por el Bolonia FC. Cabe mencionar, como curiosidad, que capitaneó 29 de los 43 partidos que disputó en aquella temporada. En esa temporada además, consiguió un sexto puesto en la Serie A, a un solo punto del AC Milán, y llegó a los cuartos de final de la Copa de Italia. A pesar de ello, no renovó contrato con el club y se fue al AC Cesena, donde jugó todos los partidos de la Serie B italiana, excepto uno ante Lecce, por una molestia muscular, y capitaneó 37 de los 45 partidos que jugó en esa temporada, récord en la Serie B. Al final, el Cesena quedó segundo en la liga, llegó a los cuartos de final de la Copa Italia forzando al Inter a la prórroga en el segundo partido, y ascendió a la Serie A. A pesar de ello tampoco renovó contrato, a pesar de haber quedado segundo entre los mejores jugadores de la Serie B en aquella temporada. En el 2012 fichó por la Superliga de Serbia.

## Selección nacional
Fue internacional con Ghana, con la que disputó 69 partidos y marcó 16 goles, además de participar en los mundiales de 2006 (donde marcó un gol de penal) y 2010, además de disputar 4 Copas africanas de naciones. Fue capitán en 47 ocasiones.
En 2008, Appiah declaró al periodista inglés Declan Hill que había participado en partidos amañados en la Copa Mundial de Fútbol Sub-20 de 1997 y en el Torneo de Fútbol de los Juegos Olímpicos Atenas 2004.

## Participaciones en Copas del Mundo
| Mundial                        | Sede      | Resultado        |
| ------------------------------ | --------- | ---------------- |
| Copa Mundial de Fútbol de 2006 | Alemania  | Octavos de final |
| Copa Mundial de Fútbol de 2010 | Sudáfrica | Cuartos de final |

## Clubes
| Club                     | País    | Año        |
| ------------------------ | ------- | ---------- |
| Hearts of Oak            | Ghana   | 1995-1997  |
| Udinese                  | Italia  | 1997-2000  |
| AC Parma                 | Italia  | 2000-2002  |
| Brescia Calcio           | Italia  | 2002-2003  |
| Juventus FC              | Italia  | 2003-2005  |
| Fenerbahçe               | Turquía | 2005-2008  |
| Bologna FC               | Italia  | 2009-2010  |
| AC Cesena                | Italia  | 2010- 2011 |
| Fudbalski Klub Vojvodina | Serbia  | 2012       |